# Jan Teplý
Jan Teplý (30. července 1931 v Praze – 25. února 2007 v Praze) byl český herec, známý například z filmů Skřivánci na niti, Ucho, Fešák Hubert či Oznamuje se láskám vašim. Spoluzaložil Hereckou asociaci, jíž pak byl 14 let prezidentem (do roku 2005).

## Život
Vystudoval soukromou hereckou školu. Hrál v několika oblastních divadlech, například v Českých Budějovicích nebo Liberci. V 60. letech se stal členem pražského Divadla Jiřího Wolkera, poté hrál v letech 1965–1986 v pražském divadle S. K. Neumanna. Od roku 1990 do roku 2004 působil v Divadle na Vinohradech.
Věnoval se i filmovému herectví. Televizní diváci jej mohli vidět i v první řadě seriálu Pojišťovna štěstí. Objevil se také v seriálu Zdivočelá země. Natočil televizní film Poslední kouzlo. Jeho nejznámější rolí je hlavní postava komisaře Martina Becka v televizní detektivce Pavla Háši Záhada zamčeného pokoje (1986).
Jan Teplý a Rudolf Hrušínský dostali role v 6. sérii úspěšné italské televizní produkce Chobotnice („La piovra“). Krátce před smrtí nadaboval Teplý postavu Hudsona Horneta ve filmu Auta.
Jeho syn z třetího manželství s herečkou kladenského divadla Janou Jiskrovou je Jan Teplý ml. je hercem Divadla Pod Palmovkou, hraje v seriálu ČT Zdivočelá země a několika TV filmech a inscenacích.

## Práce pro rozhlas
- 1974 Mirko Stieber: Dva,  role: Kozáček, režie: Jiří Horčička.
- 1986 Theodore Dreiser: Americká tragédie,  dvoudílná četba na pokračování, Československý rozhlas Praha: dramatizace: Jan Strejček, překlad: Jiří Valja a Zdeněk Urbánek, hudba:Vladimír Popelka, režie: Jiří Horčička. Osoby a obsazení: Clydův průvodce (Viktor Preiss), Clyde Griffiths (Svatopluk Skopal), Roberta Aldenová (Helena Friedrichová), Sondra Finchleyová (Jarmila Švehlová), Samuel Griffiths (Rudolf Hrušínský), Gilbert Griffiths (Pavel Soukup), Mason, prokurátor (Eduard Cupák), Belknap, obhájce (Miroslav Moravec), Jephson, obhájce (Vladimír Brabec), matka (Blanka Bohdanová), Esta, sestra Clydova (Soňa Dvořáková), Bertina, přítelkyně Sondry (Jana Špaňurová), Stuart (Aleš Procházka), hlas v telefonu (Ladislav Kazda), soudce (Jan Teplý) a Zilla, zapisovatelka (Karolina Fridecká).
- 1992 Karel Poláček: Lehká dívka a reportér, účinkovali: Petr Kostka, Jana Paulová, Pavel Soukup, Jan Teplý, Jiří Kvasnička a další; připravila: Dagmar Hubená, režie: Petr Adler
- 1993 Miloň Čepelka: Freony, Minihoror. Český rozhlas. Hudební improvizace Emil Viklický. Dramaturg Josef Hlavnička. Režie Jan Fuchs. Účinkují: Václav Vydra, Jan Teplý, Simona Stašová a Jaroslav Kepka.
- 1996 Zdeňka Psůtková: Noc v Čechách. Epizoda ze života spisovatelky madame de Staël, dramaturgie Jarmila Konrádová, režie Markéta Jahodová, hráli: Jana Hlaváčová, Luděk Munzar, Ivan Trojan, Pavel Pípal, Jan Teplý a Rudolf Kvíz. Český rozhlas 1996.[3]